# Municipio de Mine Creek
El municipio de Mine Creek (en inglés: Mine Creek Township) es un municipio ubicado en el condado de Hempstead en el estado estadounidense de Arkansas. En el año 2010 tenía una población de 1535 habitantes y una densidad poblacional de 8,22 personas por km².

## Geografía
El municipio de Mine Creek se encuentra ubicado en las coordenadas 33°55′34″N 93°47′23″O / 33.92611, -93.78972. Según la Oficina del Censo de los Estados Unidos, el municipio tiene una superficie total de 186.73 km², de la cual 186,03 km² corresponden a tierra firme y (0,38 %) 0,7 km² es agua.

## Demografía
Según el censo de 2010, había 1535 personas residiendo en el municipio de Mine Creek. La densidad de población era de 8,22 hab./km². De los 1535 habitantes, el municipio de Mine Creek estaba compuesto por el 77 % blancos, el 18,11 % eran afroamericanos, el 0,26 % eran amerindios, el 0,33 % eran asiáticos, el 3,39 % eran de otras razas y el 0,91 % eran de una mezcla de razas. Del total de la población el 5,02 % eran hispanos o latinos de cualquier raza.